# Peter Foss
Peter Foss (født 4. august 1956 i København) er en dansk civilingeniør og bestyrelsesformand i FOSS. Han er søn af Nils Foss, som i 1956 stiftede FOSS.
Peter Foss blev i 1980 civilingeniør fra Danmarks Tekniske Højskole (DTU), hvorefter han blev ansat i Brüel & Kjær som ingeniør. I 1981 tog han en HD på Handelshøjskolen i København.  
I 1985 blev han ansat i FOSS og var divisionsdirektør indtil 1990. Fra 1990-2011 var Peter Foss administrerende direktør i FOSS og i 2011 blev han bestyrelsesformand.
Peter Foss sidder i bestyrelsen i William Demant Holding A/S og Oticon Fonden, begge steder som næstformand. Han sidder også i bestyrelsen i A.R. Holding af 1999 A/S.